# FLAME (밴드)
플레임(Flame, 일본어: フレーム)은 일본의 남성 5인조 댄스그룹이다.

## 경력
- 2001년 싱글 가슴의 고동으로 데뷔했다.
- 2010년 3월 1일에 해산했었으나 2012년 10월 10주년 기획으로 재결성했다.
- 재결성과 함께 2004년 11월 졸업멤버 카네코 쿄헤이가 재합류하게 되었다.
- 2013년 3월 1일부터 정식으로 EMALF라는 이름으로 다시 활동하기 시작했다.

## 멤버
- 노구치 세이고-1984년 10월 19일
- 키타무라 유-1985년 8월 9일
- 이자키 히사토-1984년 5월 17일, 같은 그룹 멤버 이자키 유스케의 쌍둥이 동생
- 카네코 쿄헤이-1987년 6월 30일
- 이자키 유스케-1984년 5월 17일, 같은 그룹 멤버 이자키 히사토의 쌍둥이 형

## 음반 목록
※발매일은 일본에서의 것이다.

### 싱글
| 순서 | 제목                                      | 발매일           | 최고 순위 | 판매량 (단위:장) | 비고 |
| ---- | ----------------------------------------- | ---------------- | --------- | ---------------- | ---- |
| 1st  | ムネノコドウ(한국어:가슴의 고동)          | 2001년 10월 3일  | 5위       | 54,670           |      |
| 2nd  | BYE MY LOVE                               | 2002년 1월 17일  | 6위       | 64,400           |      |
| 3rd  | What Can I Do?                            | 2002년 4월 24일  | 8위       | 53,900           |      |
| 4th  | Truly                                     | 2002년 7월 17일  | 6위       | 42,370           |      |
| 5th  | Remind                                    | 2003년 3월 5일   | 10위      | 26,693           |      |
| 6th  | Venus                                     | 2003년 6월 25일  | 6위       | 28,185           |      |
| 7th  | FUNDAMENTAL LOOP                          | 2004년 3월 3일   | 14위      | 18,830           |      |
| 8th  | Shake You Down                            | 2005년 2월 16일  | 18위      | 13,311           |      |
| 9th  | 離したくはない(한국어:헤어지고 싶지 않아) | 2006년 11월 15일 | 31위      | 4,553            |      |

### 앨범
| 순서 | 제목        | 발매일           | 최고 순위 | 판매량 (단위:장) | 비고 |
| ---- | ----------- | ---------------- | --------- | ---------------- | ---- |
| 1st  | BOYS' QUEST | 2002년 10월 30일 | 7위       | 44,110           |      |
| 2nd  | Flame style | 2004년 8월 18일  | 15위      | 16,808           |      |